# Свети Атанасий (Куклиш)
Вижте пояснителната страница за други значения на Свети Атанасий.
„Свети Атанасий“ или „Свети Атанас“ (на македонска литературна норма: „Свети Атанасиј“, „Свети Атанас“) е възрожденска православна църква в струмишкото село Куклиш, Северна Македония. Част е от Струмишката епархия на Македонската православна църква – Охридска архиепископия.

## История
Църквата е гробищен храм, разположен в полите на Беласица, южно над селото.  Построена е в 1862 година.

## Архитектура
Църквата е трикорабна псевдобазилика, като централният кораб е покрит с манастирски свод. Апсидата на изток е единична, неразчленена и без декорация. Прозорците са с полукръгли арки (окулуси). Над апсидата има фитоморфна кръстовидна мандорла (четирилистна детелина), фланкирана от два отвора с вид на запетайки.